# Sheldon (Dakota du Nord)
Pour les articles homonymes, voir Sheldon.
La ville de Sheldon est située dans le comté de Ransom, dans l’État du Dakota du Nord, aux États-Unis. Sa population s’élevait à 116 habitants lors du recensement de 2010, estimée à 119 habitants en 2018.

## Histoire
Sheldon a été fondée en 1882.

## Géographie
Selon le Bureau du recensement des États-Unis, la ville a une superficie totale de 0,57 km2, composée uniquement de terres.

## Démographie
| 1890 | 1900 | 1910 | 1920 | 1930 | 1940 |
| ---- | ---- | ---- | ---- | ---- | ---- |
| 258  | 318  | 358  | 321  | 327  | 281  |

| 1950 | 1960 | 1970 | 1980 | 1990 | 2000 |
| ---- | ---- | ---- | ---- | ---- | ---- |
| 267  | 221  | 192  | 173  | 149  | 135  |

| 2010 | - | - | - | - | - |
| ---- | - | - | - | - | - |
| 116  | - | - | - | - | - |